# Выжняны

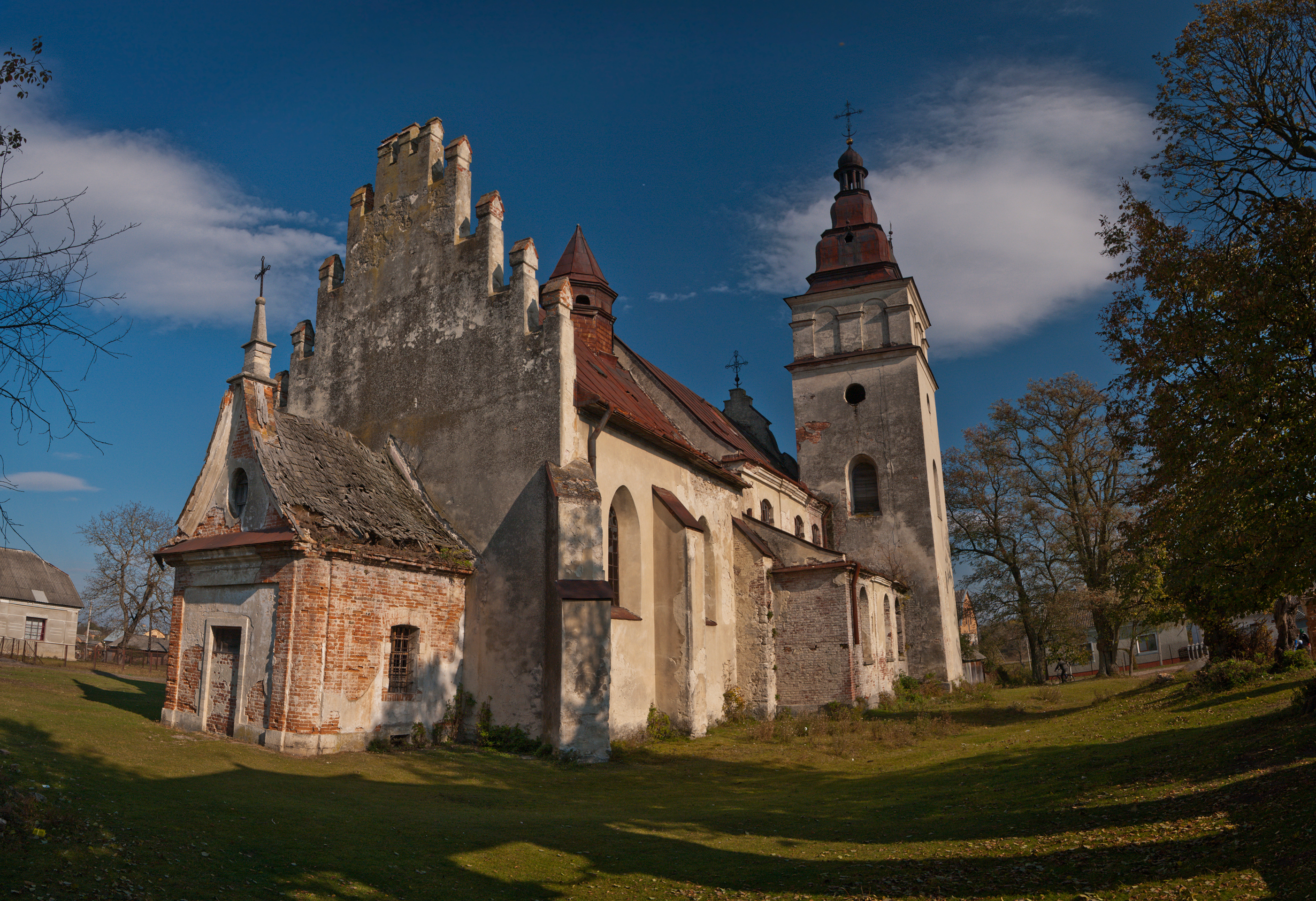
Костёл Святого Николая

Выжняны (укр. Вижняни) — село в Глинянской городской общине Львовского района Львовской области Украины.
Население по переписи 2001 года составляло 333 человека. Занимает площадь 1,66 км². Почтовый индекс — 80724. Телефонный код — 3265.